# Winter Lajos

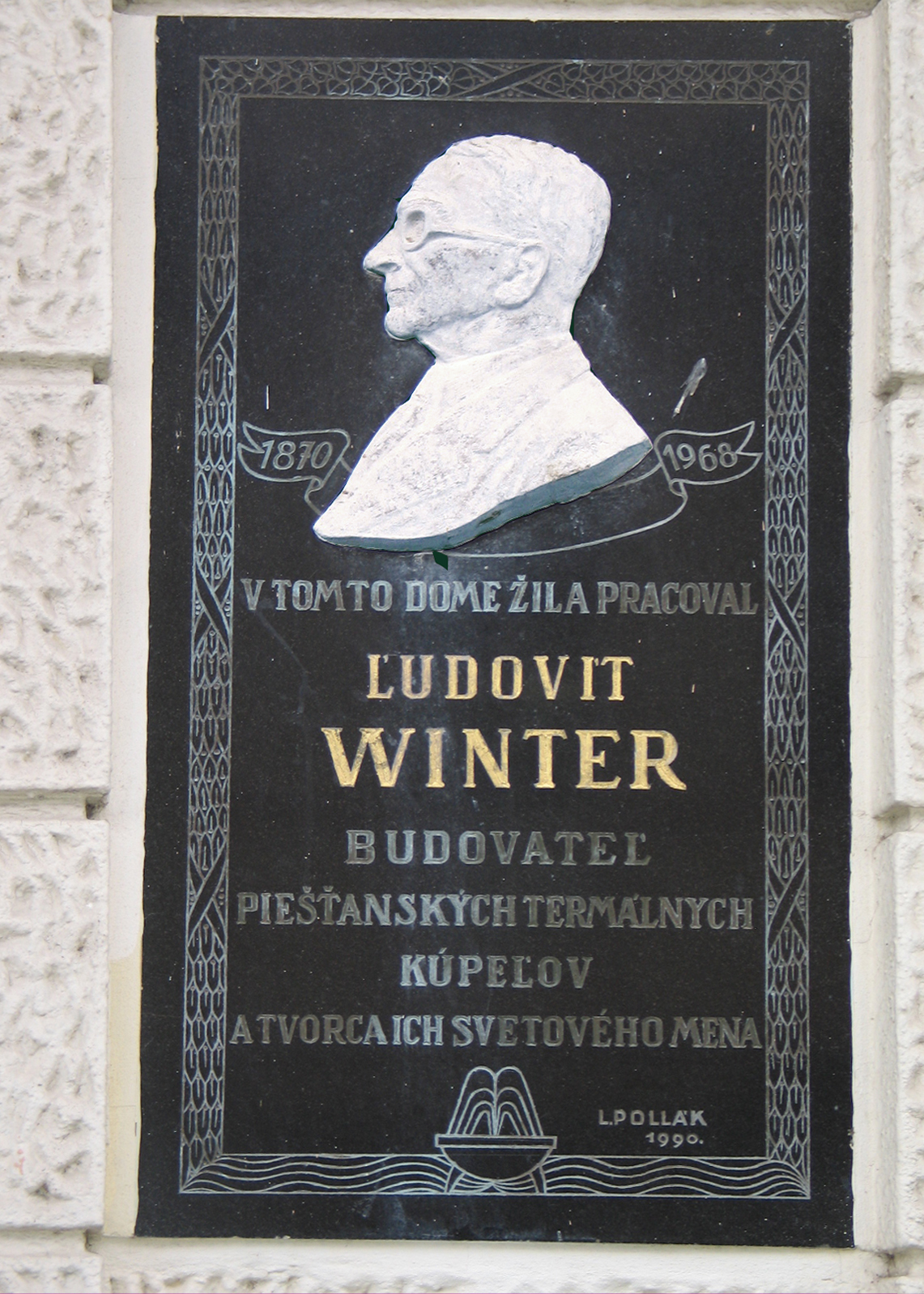
Emléktábla

Winter Lajos (Ipolyság, 1870. november 1. – Pöstyén, 1968. szeptember 15.) zsidó származású szlovákiai magyar vállalkozó, a pöstyéni fürdő egykori tulajdonosa.

## Életpályája
Winter Sándor és Kácser Henriett harmadik gyermekeként született. A Bécsi Műszaki Egyetemen tanult, ahonnét apja visszahívta, hogy segítsen a pöstyéni fürdő vezetésében. 1902-ben megnősült. 
A második világháború alatt a szeredi gyűjtőtáborba, majd a theresienstadti koncentrációs táborba vitték. 1948-ban vállalkozásait államosították. 
95 éves korában meglátogatta a fiát az Egyesült Államokban. 1968-ban, röviddel a szovjet intervenció után hunyt el.

## Művei
- A mankótörő. Egy kapitalista önvallomása; Méry Ratio, Somorja, 1997
- Pöstyénfürdő születése. Egy kapitalista önvallomása; szerk. Kövesdi Károly; 2. kiad.; Méry Ratio, Somorja, 2006

## Emlékezete
- Pöstyén főutcáját  (Winterova ulica) róla nevezték el 1991-ben
- Emléktábla egykori lakása falán, az ún. Zöld házon Pöstyénben
- Pöstyén díszpolgára (in memoriam)
- Optimista (életrajzi film, 2008)

## Külső hivatkozások
- piestanskydennik.sk
- felvidek.ma
- Csáky Károly: A zsidók Ipolyságra érkezéséről és egyebekről felvidek.ma